# تپه خان کشته
تپه خان کشته مربوط به دوره ساسانیان است و در شهرستان بهبهان، بخش مرکزی، روستای خیرآباد واقع شده و این اثر در تاریخ ۲۳ شهریور ۱۳۸۲ با شمارهٔ ثبت ۹۹۵۱ به‌عنوان یکی از آثار ملی ایران به ثبت رسیده است.